# Berto Barbarani
Berto Barbarani, pseudonimo di Tiberio Umberto Barbarani (Verona, 3 dicembre 1872 – Verona, 27 gennaio 1945), è stato un poeta italiano, importante poeta in lingua veneta.

## Biografia
Nacque nel centro storico di Verona, vicino al Ponte Nuovo sul fiume Adige, da genitori non ricchi che gestivano un negozio di ferramenta. Fu avviato agli studi assieme al fratello Vittorio, il quale conseguì la laurea in medicina. Berto invece, in seguito alla morte del padre (1887), dovette lasciare il collegio per dare una mano alla madre nella gestione del negozio. Ciò non gli impedì di proseguire gli studi fino a iscriversi alla facoltà di giurisprudenza presso l'università di Padova. L'abbandonò dopo i primi esami, pur continuando a collaborare a un giornale studentesco con le sue prime poesie (1892), che furono poi la base della prima raccolta El rosario del cor (1895).

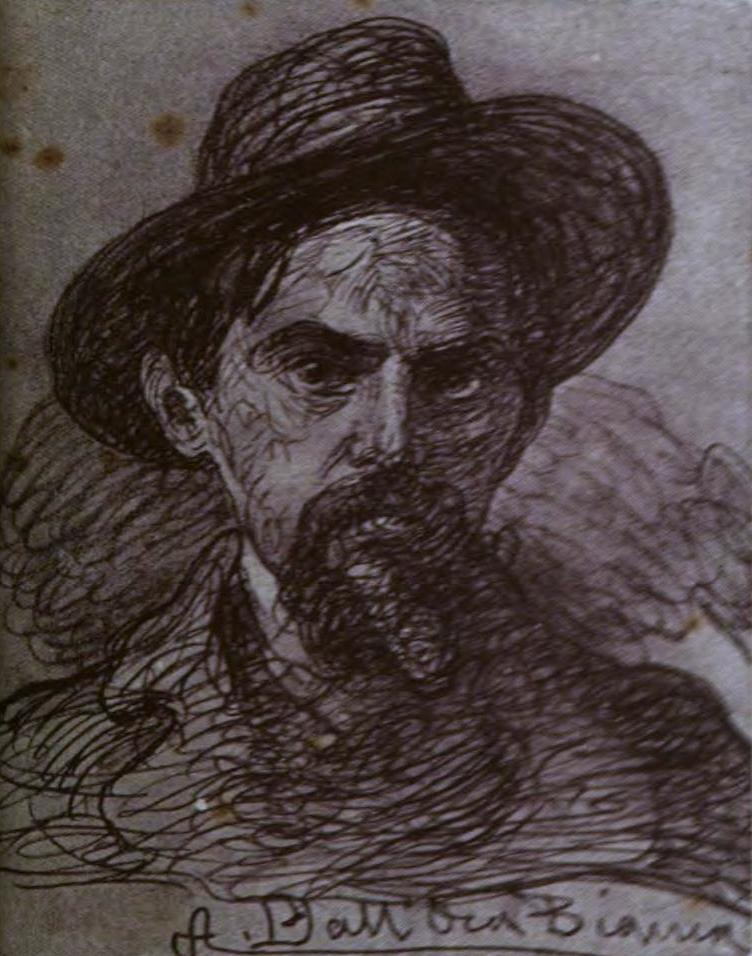
Il poeta in un ritratto del 1905

Proprio in quell'anno intraprese la carriera giornalistica, collaborando con il quotidiano L'Adige e in seguito con il Gazzettino. Si unì di forte amicizia con i colleghi poeti dialettali Alfredo Testoni (bolognese) e Carlo Alberto Salustri (noto come Trilussa, romano), assieme ai quali prese parte al Teatro Duse di Bologna ad un ciclo di serate promosse per beneficenza nel 1901 dalla Società "Dante Alighieri". Celebre è una caricatura dei tre fatta da Augusto Majani, in arte "Nasica", in cui il Barbarani, con la lira poetica tra le mani, è raffigurato con sullo sfondo l'Arena di Verona.
L'ultimo periodo della sua vita coincise con la seconda guerra mondiale e con una serie di perdite familiari: prima il figlio del fratello Vittorio, suo unico amato nipote; poi la moglie Anna Turrini, deceduta nell'autunno del 1944. Tre mesi dopo, gravemente indebolito nell'animo e nel fisico, dopo il furioso bombardamento aereo del 4 gennaio 1945, Berto Barbarani fu ricoverato in ospedale, dove morì il 27 gennaio.

## Stile e tematiche
(Berto Barbarani)

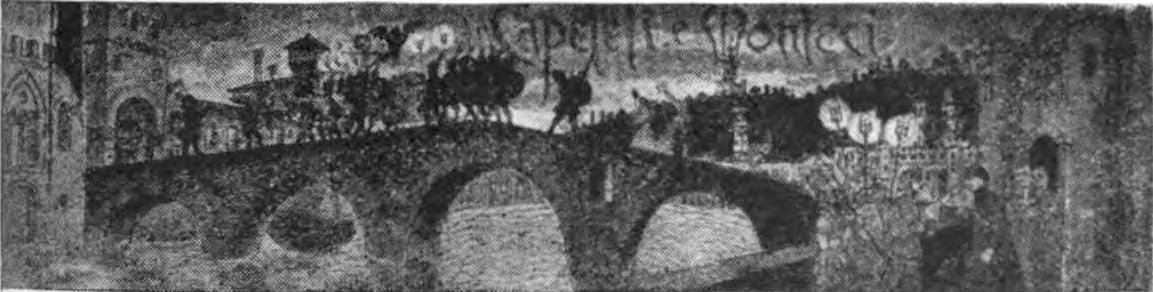
Berto Barbarani, Giulieta e Romeo, 1905

La lirica in veneto del Barbarani è rappresentata soprattutto dai quattro Canzonieri veronesi (1895 - 1936); questo «poeta d'istinto»  è considerato «uno dei più delicati e schietti interpreti delle aspirazioni e delle sofferenze del popolo veronese, di città e di campagna».

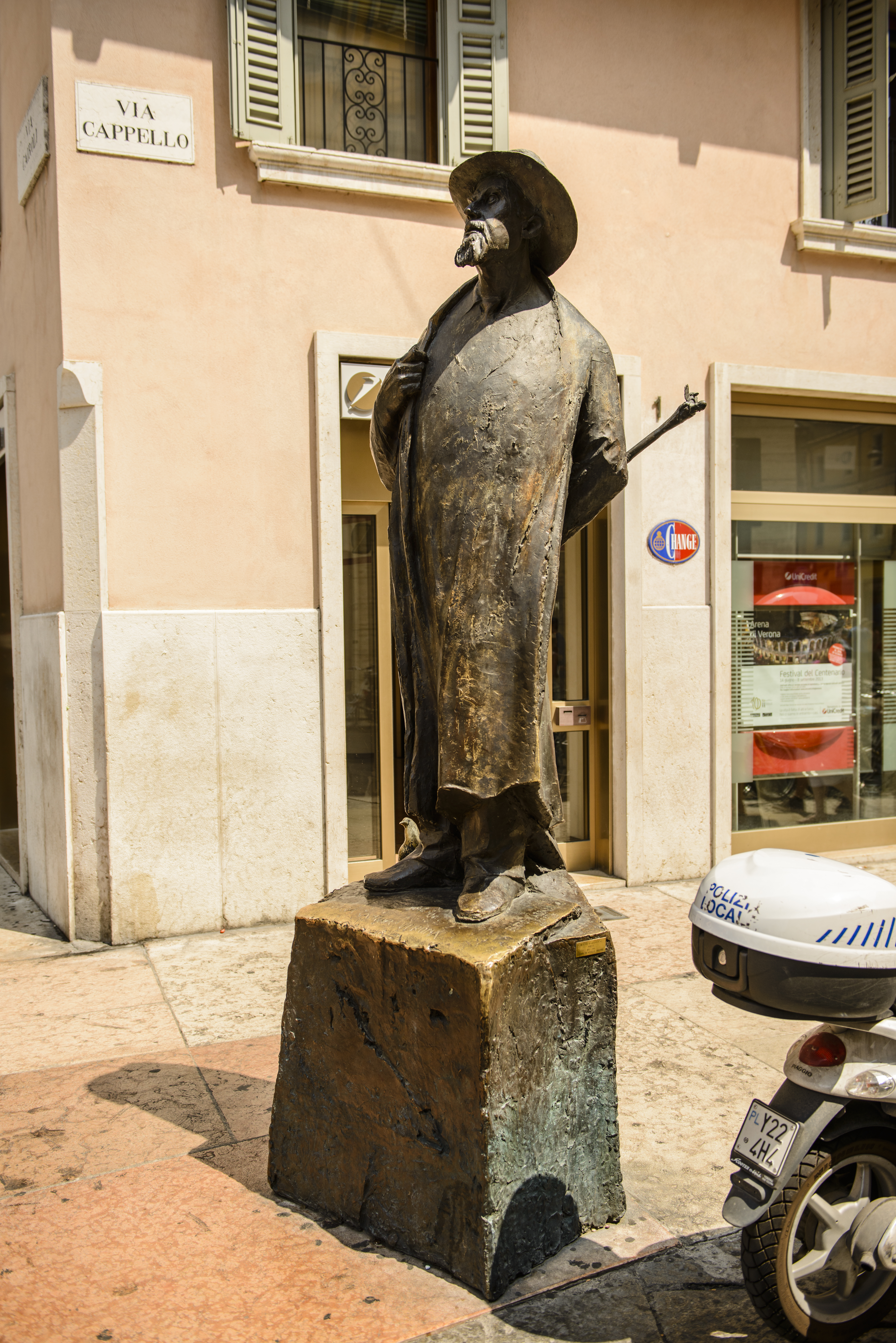
Statua di Berto Barbarani a Verona

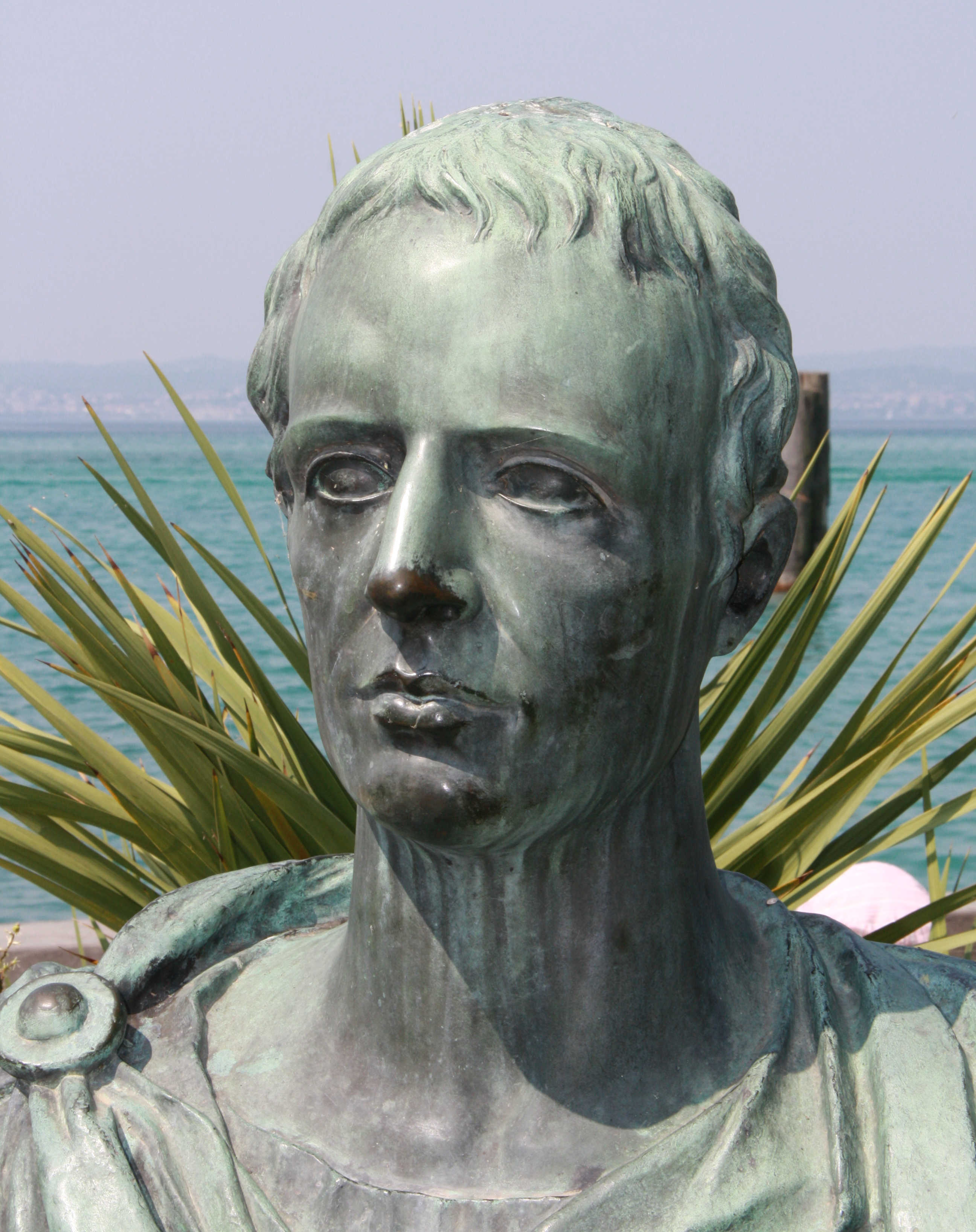
Gaio Catullo, poeta veronese dell'età classica

Riprendendo l'antica tradizione letteraria, teatrale e poetica veronese, che con esponenti del calibro di Catullo si afferma in una culturalmente frizzante Verona sede di uno degli anfiteatri più importanti del suo tempo, il poeta la elabora con amorevole cura e con risultati poetici apprezzati dalla maggioranza dei critici, soprattutto post mortem. 
Le sue liriche rappresentano, con tocco lieve e spesso con accenti crepuscolari, ambienti e figure della vita quotidiana nella Verona del suo tempo: con le sue miserie (I Pitochi) e le sue tragedie (come la disastrosa inondazione di Verona del 1882), ma anche con gioiosi affreschi popolari pieni di vita, come ad esempio quello della lirica San Zen che ride (1911).
In queste poesie in lingua veneta spesso affiorano anche l'amore e il sorriso, ma restano note dominanti la malinconia e la consapevolezza della precarietà del vivere.

## Opere (selezione)
- El Rosario del Cor, Verona, 1895.
- I Pitochi, Verona, 1897.
- Canzoniere Veronese, Verona, 1900.
- El Campanar de Avesa, poemetto, Verona, 1900.
- Giulieta e Romeo, poemetto, Verona, 1905.
- Nuovo canzoniere veronese, Verona, 1911.
- I Sogni, terzo canzoniere veronese, Verona, 1922.
- L'Autuno del Poeta, quarto canzoniere veronese, Milano, 1936.
- Bozzetti e fantasie - Natale e la neve, prose, Verona, 1942.

Una raccolta organica di tutte le poesie di Berto Barbarani è quella compresa nella collana Classici contemporanei italiani, Milano, Mondadori, 1953.